# Le Mazeau
Le Mazeau är en kommun i departementet Vendée i regionen Pays de la Loire i västra Frankrike. Kommunen ligger i kantonen Maillezais som tillhör arrondissementet Fontenay-le-Comte. År 2022 hade Le Mazeau 457 invånare.

## Befolkningsutveckling
Antalet invånare i kommunen Le Mazeau
| Referens: INSEE |